# Halopteris infundibulum
Halopteris infundibulum is een hydroïdpoliep uit de familie Halopterididae. De poliep komt uit het geslacht Halopteris. Halopteris infundibulum werd in 1966 voor het eerst wetenschappelijk beschreven door Vervoort. 